# Magia nagości. Polska
Magia nagości. Polska – polski telewizyjny program randkowy oparty na brytyjskim formacie Naked Attraction produkowany przez Jake Vision i emitowany na antenie Zoom TV w latach 2021–2022 i od 2025. Prowadzącą pierwszych trzech serii była Beata Olga Kowalska, następnie rolę tę przejęła Julia Oleś. Charakterystyczną cechą programu jest występowanie jego uczestników nago.

## Zasady programu
Ubrana osoba staje przed pięcioma kolorowymi kabinami, w których znajdują się nadzy kandydaci na partnera. Na początku kandydaci są niewidoczni, jednak w kolejnych rundach ich poszczególne segmenty ciała są stopniowo odsłaniane: w pierwszej od stóp do pasa, w drugiej od pasa do szyi, w trzeciej twarz. Na koniec każdej rundy ubrany uczestnik eliminuje jednego nagiego kandydata. Gdy zostaje dwóch kandydatów, dotychczas ubrany uczestnik pokazuje się im nago i wybiera tego, z którym pójdzie na randkę. Po randce uczestnicy opowiadają o swoich refleksjach dotyczących spotkania.

## Emisja w telewizji
Uwaga: tabela zawiera informacje odnoszące się wyłącznie do pierwszej emisji telewizyjnej; w niniejszej sekcji nie uwzględniono ewentualnych prapremier w serwisach internetowych (np. FilmBox+).
| Seria | Seria | Odcinki   | Pierwsza emisja telewizyjna (Zoom TV) | Pierwsza emisja telewizyjna (Zoom TV) | Pierwsza emisja telewizyjna (Zoom TV) | Pierwsza emisja telewizyjna (Zoom TV) | Pierwsza emisja telewizyjna (Zoom TV) | Źródło |
| Seria | Seria | Odcinki   | Sezon                                 | Premiera                              | Finał                                 | Pora emisji                           | Średnia oglądalność                   | Źródło |
| ----- | ----- | --------- | ------------------------------------- | ------------------------------------- | ------------------------------------- | ------------------------------------- | ------------------------------------- | ------ |
|       | 1.    | 1–5 (5)   | jesień 2021                           | 3 września 2021                       | 1 października 2021                   | piątek 23.00                          | 229 tys.                              | [ 4 ]  |
|       | 2.    | 6–12 (7)  | wiosna 2022                           | 25 lutego 2022                        | 8 kwietnia 2022                       | piątek 23.00                          | 134 tys. / 126 tys.                   | [ 6 ]  |
|       | 3.    | 13–19 (7) | jesień 2022                           | 16 września 2022                      | 28 października 2022                  | piątek 23.00                          | 126 tys. / 120 tys.                   | [ 7 ]  |
|       | 4.    | 20–25 (6) | wiosna 2025                           | 28 lutego 2025                        | 4 kwietnia 2025                       | piątek 23.00                          | 95 tys.                               | [ 8 ]  |

Wiosną 2023 poinformowano, że produkcja programu została zakończona i w związku z tym nie powstaną nowe odcinki. We wrześniu 2024 roku zapowiedziano realizację czwartej serii programu, tym razem z nową prowadzącą.

## Oglądalność w telewizji linearnej
Informacje o oglądalności oparto na danych Nielsen Audience Measurement udostępnionych przez portal Wirtualnemedia.pl. Dotyczą one wyłącznie oglądalności pierwszej emisji telewizyjnej – nie uwzględniają oglądalności powtórek, wyświetleń w serwisach VOD itp.
| Nr odcinka w serii | Seria 1.                       | Seria 2.                   | Seria 3.                        |
| ------------------ | ------------------------------ | -------------------------- | ------------------------------- |
| 1.                 | 240 tys. (3 września 2021)     | 210 tys. (25 lutego 2022)  | 129 tys. (16 września 2022)     |
| 2.                 | 255 tys. (10 września 2021)    | 117 tys. (4 marca 2022)    | 132 tys. (23 września 2022)     |
| 3.                 | 252 tys. (17 września 2021)    | 108 tys. (11 marca 2022)   | 141 tys. (30 września 2022)     |
| 4.                 | 199 tys. (24 września 2021)    | 141 tys. (18 marca 2022)   | 154 tys. (7 października 2022)  |
| 5.                 | 202 tys. (1 października 2021) | 69 tys. (25 marca 2022)    | 101 tys. (14 października 2022) |
| 6.                 | nd.                            | 163 tys. (1 kwietnia 2022) | 132 tys. (21 października 2022) |
| 7.                 | nd.                            | 127 tys. (8 kwietnia 2022) | 93 tys. (28 października 2022)  |

## Kontrowersje
Z powodu skarg wysyłanych do Krajowej Rady Radiofonii i Telewizji początek emisji został przesunięty z 14 maja na 3 września 2021 roku.